# قرار مجلس الأمن التابع للأمم المتحدة رقم 2337
قرار مجلس الأمن التابع للأمم المتحدة رقم 2337، المتخذ بالاجماع في 19 يناير 2017. يتعلق القرار بغزو غامبيا داعيًا الرئيس يحيى جامع للانتقال السلمي للسلطة إلى الرئيس المنتخب آداما بارو. ودعم الاتحاد الأفريقي والمجموعة الاقتصادية لدول غرب إفريقيا بالاعتراف بآداما بارو.